# Selva Lacandona

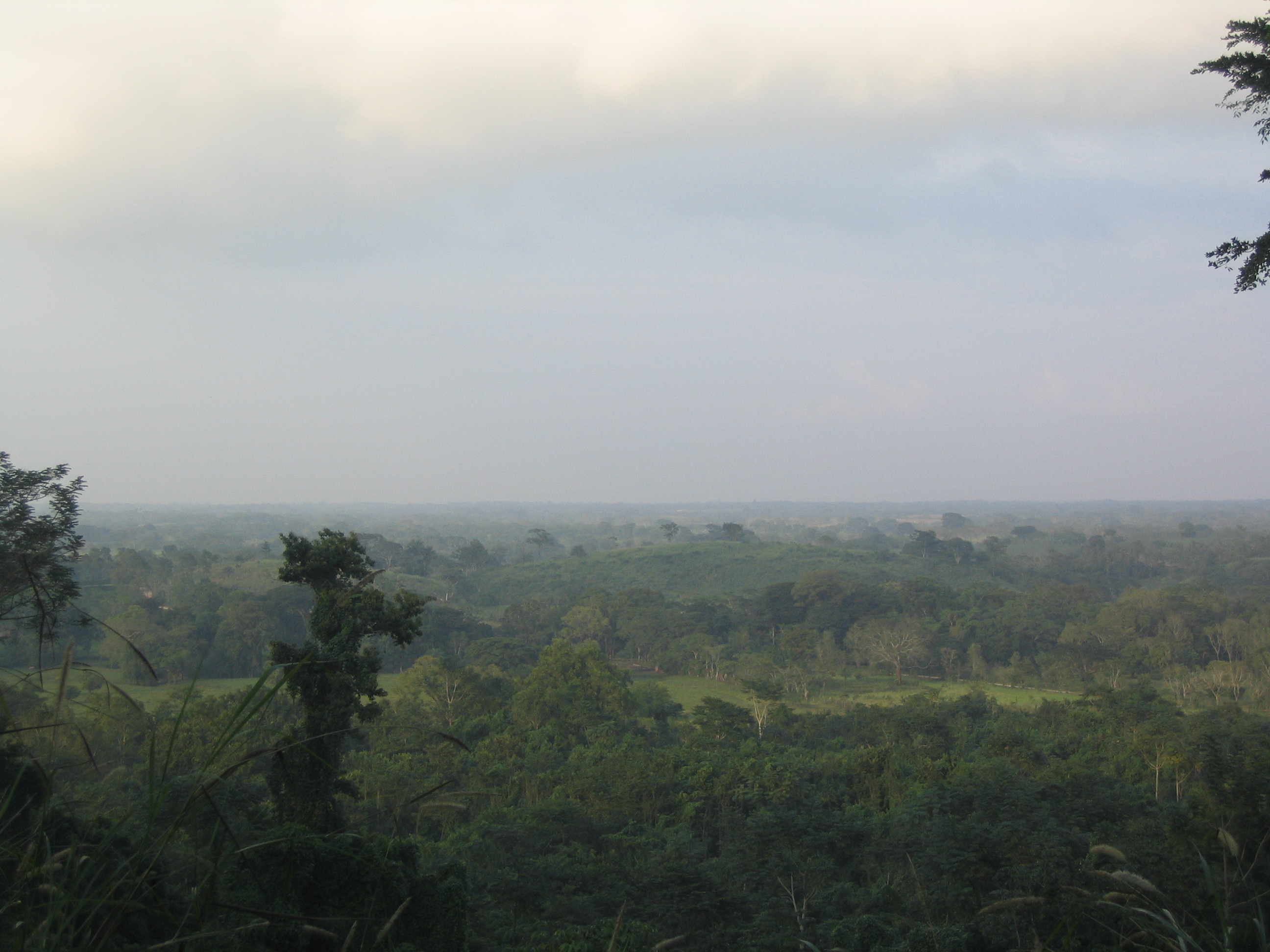
Selva Lacandona

Selva Lacandona

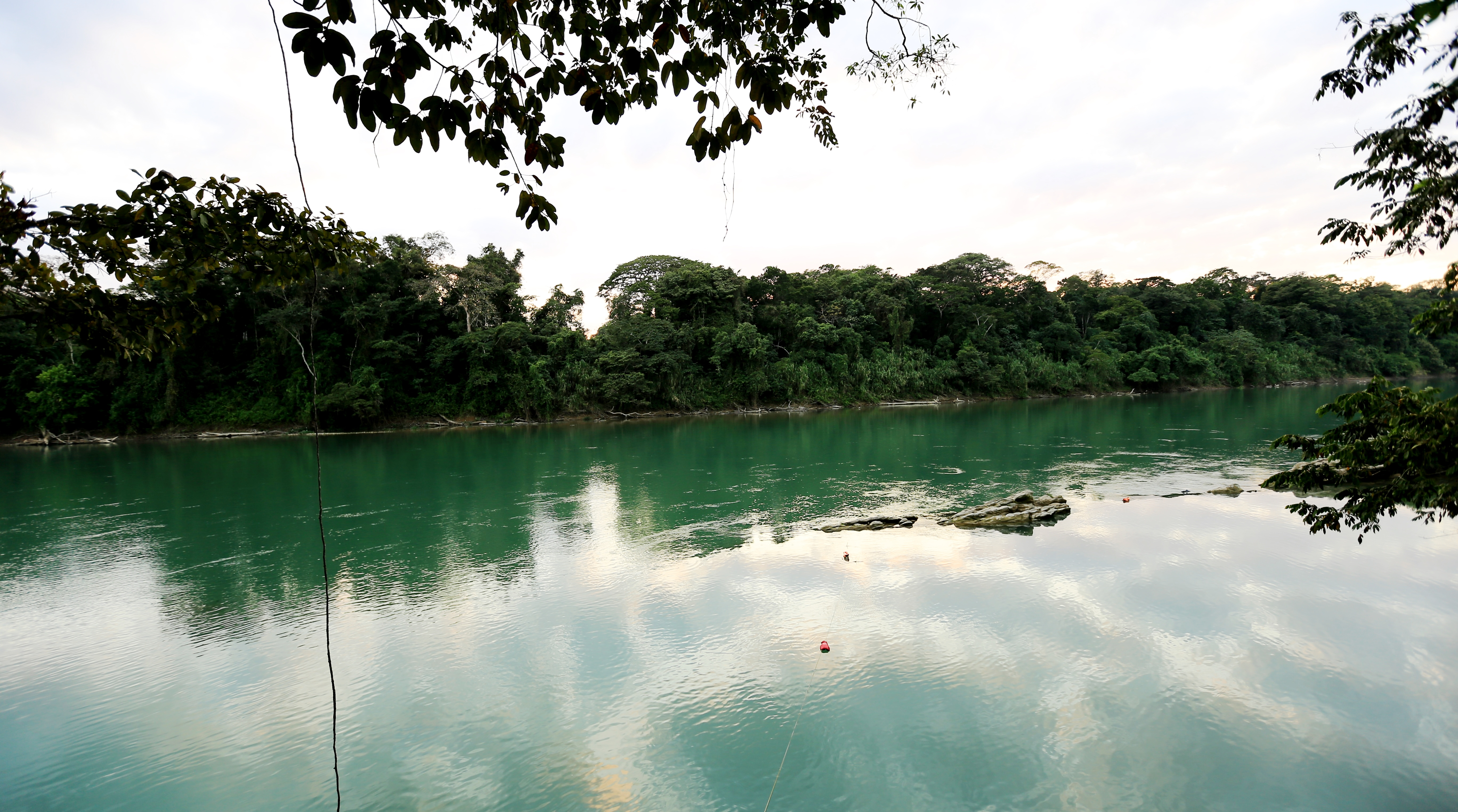
Río Lacantún

Die Selva Lacandona (deutsch „Lacandonischer Wald“) ist ein Urwaldgebiet im Osten des mexikanischen Bundesstaates Chiapas an der Grenze zu Guatemala.

## Lage
Die Selva Lacandona gehört zum Biosphärenreservat Montes Azules und wird nach Osten hin auf ca. 150 km durch den Río Lacantún abgeschlossen, der zum Flussgebiet des Río Usumacinta gehört.

## Geschichte und Gegenwart
In der Selva Lacandona liegen mehrere berühmte Ruinenstätten der klassischen Maya, wie z. B. Bonampak und Yaxchilán. Während der Kolonialzeit wanderten die Lacandonen-Indianer in das Gebiet ein, deren Heimat und verbrieftes Eigentum sie heute ist.
Seit den 1990er Jahren ist das relativ unwegsame Waldland von Chiapas auch das Operationsgebiet der Zapatistischen Befreiungsarmee EZLN, die in einigen Dörfern der Region autonome indigene Gemeinden errichtet hat, deren Ansprüche auf Selbstverwaltung heute (2006) vom mexikanischen Staat z. T. anerkannt sind. Basis der EZLN sind allerdings nicht die Lacandonen, die der EZLN ablehnend gegenüberstehen, sondern Indigene anderer Maya-Ethnien, so etwa der Tzotzil.
Mehrere offizielle Statements der EZLN tragen übersetzt den Titel (x.) Erklärung aus dem Lacandonischen Urwald.

## Honigproduktion
In der Selva Lacandona wird der Honig Lacandona hergestellt, der im Jahr 2009 die Note „befriedigend“ bei der Stiftung Warentest erhielt. Im Jahr 2004 erreichte er als zweitbester Mischblütenhonig noch das Qualitätsurteil „gut“ (Note 1,9). Lacandona stammt aus Fairem Handel und wird von Kleinbauern in der Region bei Selva Lacandona produziert.